# William Seward Burroughs
William Seward Burroughs (ur. 28 stycznia 1855 w Rochester, Nowy Jork, zm. 14 września 1898 w Citronelle) – amerykański wynalazca pierwszego zapisującego wyniki sumatora; biznesmen, pionier wytwarzania maszyn liczących. Był dziadkiem pisarza Williama S. Burroughsa, oraz pradziadkiem Williama S. Burroughsa, Jr. również pisarza.
Ożenił się z Idą Selover w 1879, z którą miał czworo dzieci: Jennie, Horace, Mortimer (ojciec Williama S. Burroughsa) i Helen. W 1882, miał dwadzieścia pięć lat i żył razem ze swoją rodziną w Auburn, stan Nowy Jork. Pracował jako urzędnik bankowy sprawdzający księgi bankowe w poszukiwaniu błędów. Uznał, że wielu innych urzędników bankowych i księgowych ma podobne trudności z wykryciem błędów i zaczął zastanawiać się nad rozwiązaniem problemu. W międzyczasie ze względu na problemy ze zdrowiem jego lekarze zalecili mu znalezienie miejsca z cieplejszym klimatem i pracy wymagającej więcej ruchu. Przeprowadził się do Saint Louis w Missouri i zajął się mechaniką. Jego nowo nabyte umiejętności techniczne w połączeniu z doświadczeniem z pracy w banku w zakresie księgowości dały mu podstawy do skonstruowanie pierwszej maszyny sumującej. Brakowało mu jednak kapitału do zmiany swoich marzeń w rzeczywistość.
Znalazł źródło finansowania w 1884, gdy wysłany do sklepu, by wykonać jakieś prace mechaniczne, zapoznał ze swoimi planami budowy sumatora jednego z pracowników sklepu. Ten podchwycił pomysł entuzjastycznie i zaproponował pomoc finansową. Do inwestycji namówił też swoich przyjaciół. Burroghs przystąpił do pracy w swoim warsztacie zgromadziwszy 300 dolarów, które miał nadzieję spłacić udziałami w przyszłej firmie produkującej maszyny sumujące.
Celem nadrzędnym dla Burroughsa było zaprojektowanie maszyny, która wyeliminuje możliwość popełniania błędów. W tym celu zaprojektował klawiaturę z dziewięcioma rzędami klawiszy, po jednym rzędzie dla każdego miejsca dziesiętnego, każdy klawisz odpowiadał jednej cyfrze. Zrezygnował z wersji klawiatury z dziesięcioma klawiszami, gdzie automatycznie by następowało przejście do następnej pozycji dziesiętnej, ponieważ prowadziło to do możliwości popełnienia błędu, gdy urzędnik naciśnie zbyt słabo klawisz lub naciśnie dwa razy. Na klawiaturze Burroughsa naciśnięty klawisz pozostawał wciśnięty, umożliwiając kontrolę poprawności wprowadzonych cyfr przed zatwierdzeniem całej liczby przez naciśnięcie odpowiedniej dźwigni. Dodatkowo jego maszyna drukowała wprowadzone liczby i wynik obliczeń.
Burroughs był perfekcjonistą, rysunki podstawowych elementów grawerował na miedzianych płytach przy użyciu szkła powiększającego, by uzyskać odpowiednią dokładność.
W 1885 Burroughs zgłosił patenty na opracowaną konstrukcję, W 1886 została założona firma American Arithmometer Company. Pod naciskiem inwestorów Burroughs rozpoczął produkcję w 1888, choć uważał, że maszynę można jeszcze dopracować. Pierwsze egzemplarze miały wadę, która polegała na tym, że mniej doświadczony użytkownik przez nieumiejętną obsługę mógł doprowadzić do błędnych wyników lub uszkodzenia maszyny. By temu zapobiec, Burroughs zaprojektował tłumik olejowy, który zapobiegał zbyt gwałtownym manipulacjom główną dźwignią. W 1891 wyprodukowano 100 ulepszonych egzemplarzy i kłopoty z obsługą się skończyły.

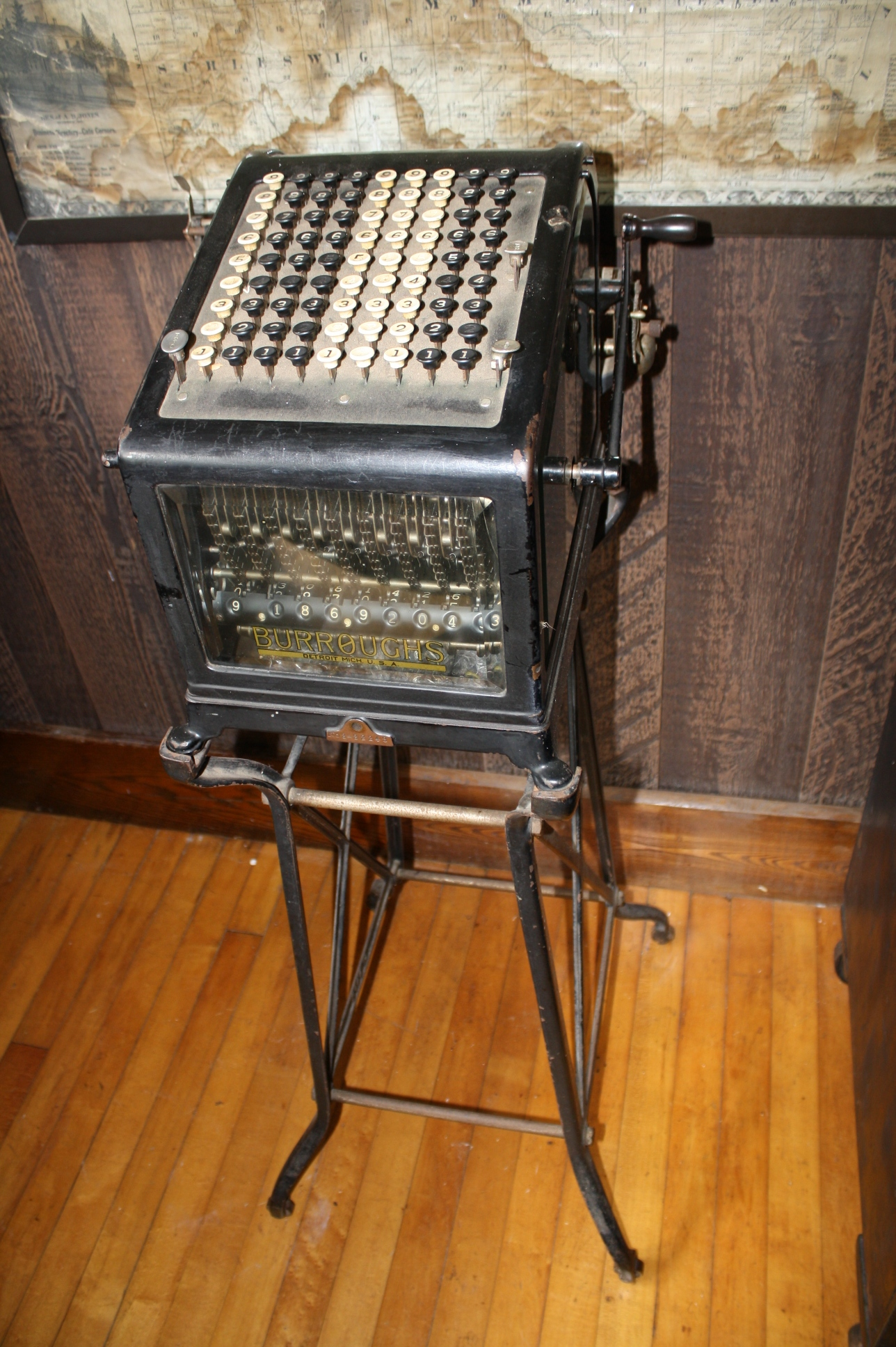
Maszyna sumująca Burroughsa

Burroughs osiągnął mistrzostwo we wprowadzeniu zasady pełnej wymienności części. Dowolny element w maszynie mógł być zamieniony z elementem z innej maszyny, znakomicie to ułatwiało pracę mechaników dokonywujących napraw bezpośrednio w biurze u klienta. To było też bardzo użyteczne, gdy jego firma American Arithmometer Company otworzyła filię w Europie, części produkowane w Anglii mogły być montowane do maszyn produkowanych w St. Louis.
Zmarł w 1898 w Citronelle, stan Alabama i został pochowany na cmentarzu Bellefountaine w St.Louis, stan Missouri.
W rok po jego śmierci Franklin Institute przyznał mu za jego wynalazek prestiżowy Medal im. Johna Scotta. W roku 1905 American Arithmometer Company dla uhonorowania wynalazcy zmieniła nazwę na Burroughs Adding Machine Company.
W roku 1953 firma zmieniła nazwę na Burroughs Corporation, zaczynając produkować komputery, głównie dla banków. Wśród jej produktów wyróżnić trzeba co najmniej dwie innowacje informatyczne w dziedzinie architektury systemów
- Maszyny klasy „Burroughs Large Systems” rozpoczętej komputerem B5000 w 1961 r., przeznaczonej specjalnie do programowania w języku Algol, z systemem operacyjnym MCP (Master Control Program) – pewne zastosowane tu rozwiązania o dekadę wyprzedziły maszyny z systemem Unix;
- Serię minikomputerów, zaczętą maszyną B1700

We wrześniu 1986 r., Burroughs Corporation połączyła się ze Sperry Corporation, tworząc Unisys Corporation.

## Patenty
- US patent:388116 Calculating-machine. Złożony w styczniu 1885, wydany w sierpniu 1888.
- US patent:388117 Calculating-machine. Złożony w sierpniu 1885, wydany w sierpniu 1888.
- US patent:388118 Calculating-machine. Złożony w marcu 1886, wydany w sierpniu 1888.
- US patent:388119 Calculating-machine. Złożony w listopadzie 1887, wydany w sierpniu 1888.